# Trận Malakoff
Trận Malakoff là một trận đánh trong cuộc vây hãm Sevastopol (1854–1855) trong Chiến tranh Krym, diễn ra vào ngày 8 tháng 9 năm 1855. Trong trận đánh này, quân đội Pháp dưới quyền chỉ huy của tướng Jean-Jacques Pélissier đã đột chiếm "Tháp Malakoff" trong tay quân đội Đế quốc Nga do Vương công A. M. Gorchakov điều khiển, mặc dù một cuộc tấn công đồng thời của quân đội Anh do tướng Ngài James Simpson chỉ huy vào trận địa pháo Redan đã thất bại. Cuộc tập kích cuối cùng này của liên quân Pháp - Anh đã buộc quân Nga phải triệt thoái khỏi Sevastopol vào ngày 9 tháng 8. Sự thất thủ của Sevastopol đã dẫn đến sự chấm dứt của cuộc chiến tranh.
Sau khi đánh bại quân Nga trong trận cao điểm Traktir, phe đồng minh tin chắc vào sự thất thủ của Sevastopol. Sau 4 ngày pháo kích dữ dội, quân đội Pháp đã bất ngờ tiến công Malakoff: ban đầu các sĩ quan Pháp dời chiến hào của mình đến gần mục tiêu, sau đó quân Pháp tấn công ào ạt mà không theo một hiệu lệnh nào, trong buổi chiều khi quân Nga còn chưa kịp chuẩn bị. Quân Pháp đã chiếm giữ các công sự trên đường tiến, và quân Nga đã giằng co từng tất đất với địch thủ, song quân Pháp do tướng Pierre Bosquet đã chiếm được Malakoff. Cuộc tiến công của quân Anh vào trận địa pháo Redan đã không thành công do nơi đây có địa hình hiểm trở, song người Pháp đã nã pháo vào Redan buộc quân Nga phải rút lui khỏi đây với thiệt hại nặng nề (dù liên quân cũng mất hơn 10.000 người trong các trận chiến Malakoff và Redan). Sau khi triệt phá các nguồn tiếp tế trong thành phố, các lực lượng Nga đã triệt thoái khỏi Sevastopol. Liên quân Pháp - Anh đã làm chủ thành phố đổ nát này.
Cuộc tiến công trận địa pháo Malakoff của quân đội Pháp được xem là cuộc tập kích tuyệt vời duy nhất trong cuộc chiến. Ngoài ra, thắng lợi của quân Pháp tại đây kết hợp với thất bại của quân Anh tại Redan đã khiến cho Pháp được xem là nước có quân đội mạnh nhất châu Âu khi đó, mặc dù nó không thể đạt sức mạnh huy hoàng như thời Napoléon Bonaparte xưa.